# エフェソス
エフェソス（ギリシア語: Έφεσος、ラテン文字表記：Ephesos/Ephesus）は、トルコ西部の小アジアの古代都市で、現在のイズミル県のセルチュク近郊に位置している。古典ギリシア語読みではエペソス、エフェソ、エペソとも表記され、現在はトルコ語でエフェス（Efes）とも呼ばれる。アルテミス崇拝で知られたギリシア人都市であったが、のちにキリスト教を受容し、新約聖書にもエフェソの信徒への手紙がある。
現在は遺跡が残っているのみである。もとは港湾都市であったが、土砂の堆積により現在は海岸から離れている。2015年に世界遺産リストに登録された。

## 概要
紀元前6千年前の新石器時代には周辺に人が住んでおり、エフェソスの最初の住民はギリシア人ではなく、リュディア人だったと考えられている。ヒッタイト人の文献に登場するアルザワ王国の首都アパサ（英: Apasa）がエフェソスと同一の都市であると多くの者が考えている。発掘からは青銅器時代のミュケナイ文化に属する陶器が見つかっている。
古典期のエフェソスはアルテミス崇拝で著名であった。エフェソスでは比較的遅くまで王政が敷かれた。哲学者ヘラクレイトスはこの町の出身である。

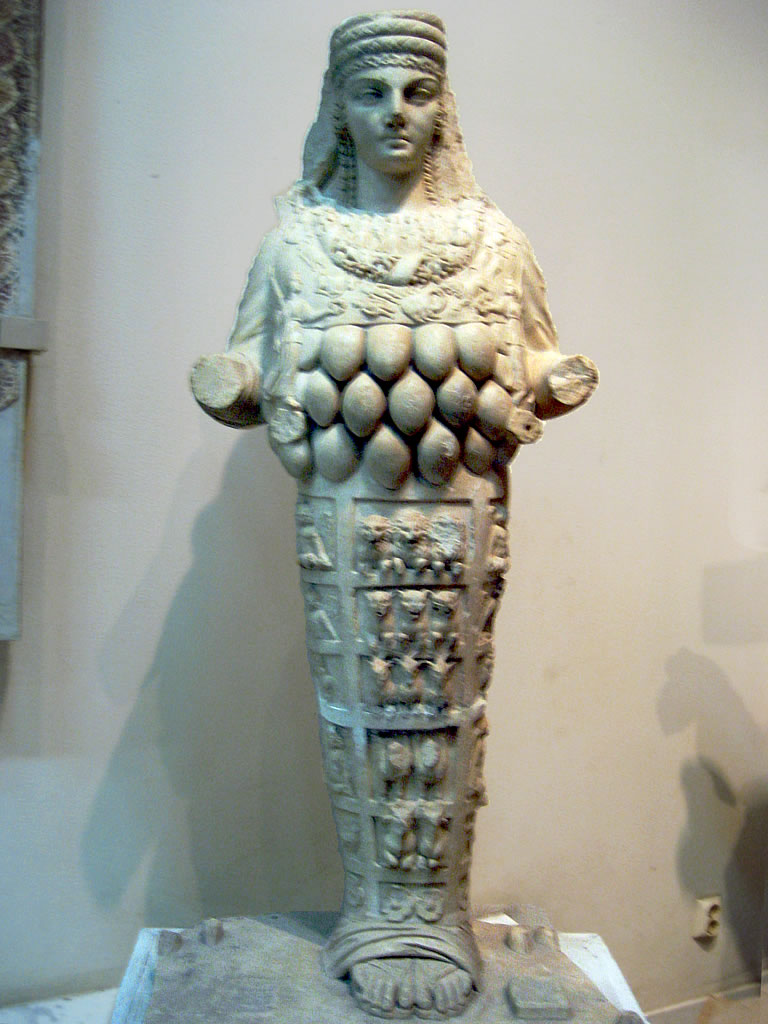
エフェソスのアルテミス

紀元前356年、エフェソスのアルテミス神殿に放火すれば後世に名が残ると考えて実行した者がおり、このとき神殿は完全に焼尽した。エフェソスの市民は記録にこの男の名を留めまいとして、あらゆる公的記録からその名を削ったが、この試みは失敗し、ヘロストラトスという名が伝わっている。アルテミス神殿は再建され、世界の七不思議の一つに数えられた。

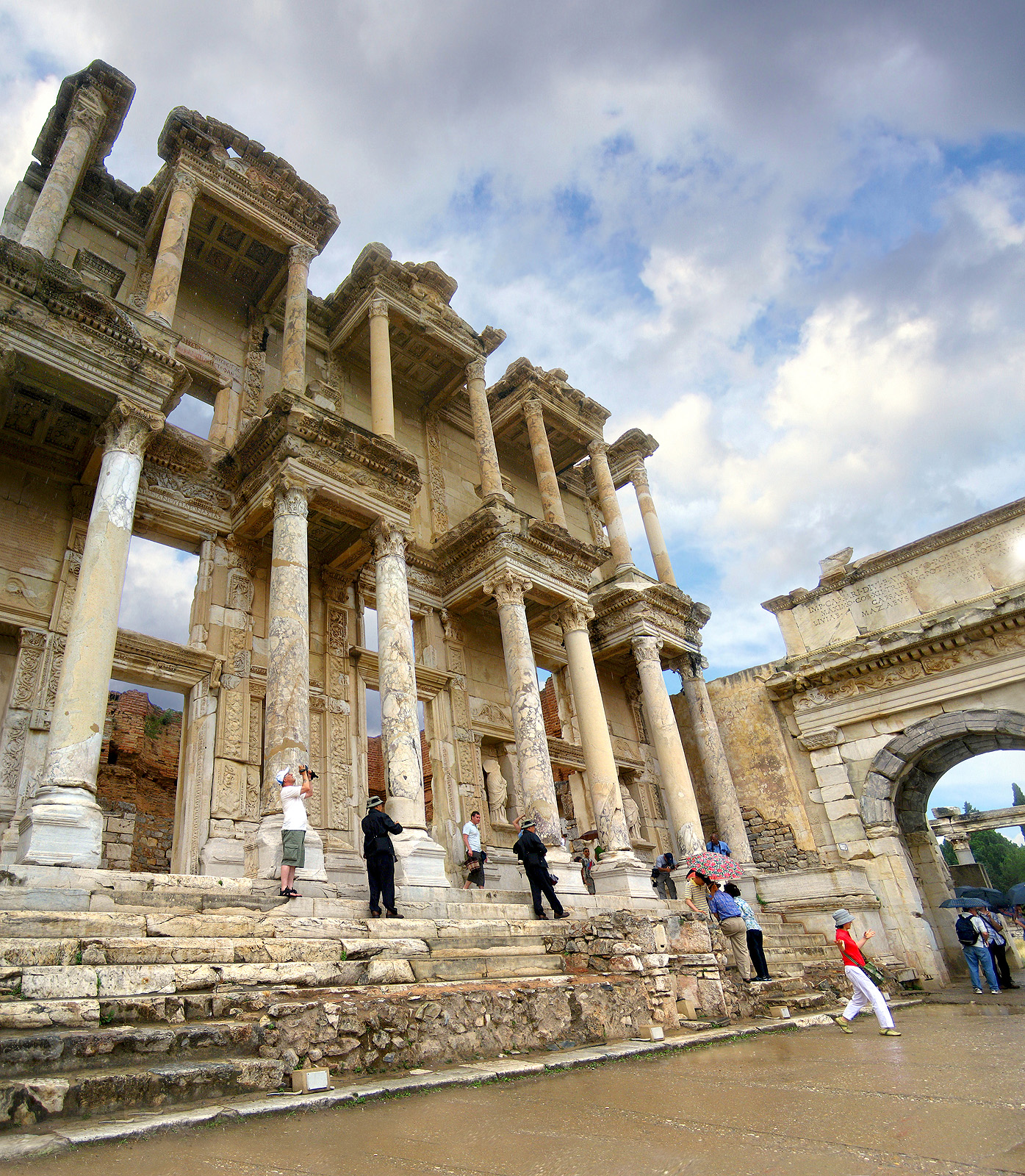
アレキサンドリア図書館、ベルガモンの図書館と並ぶかつての世界三大図書館の一つ、エフェソスのケルスス図書館の遺構

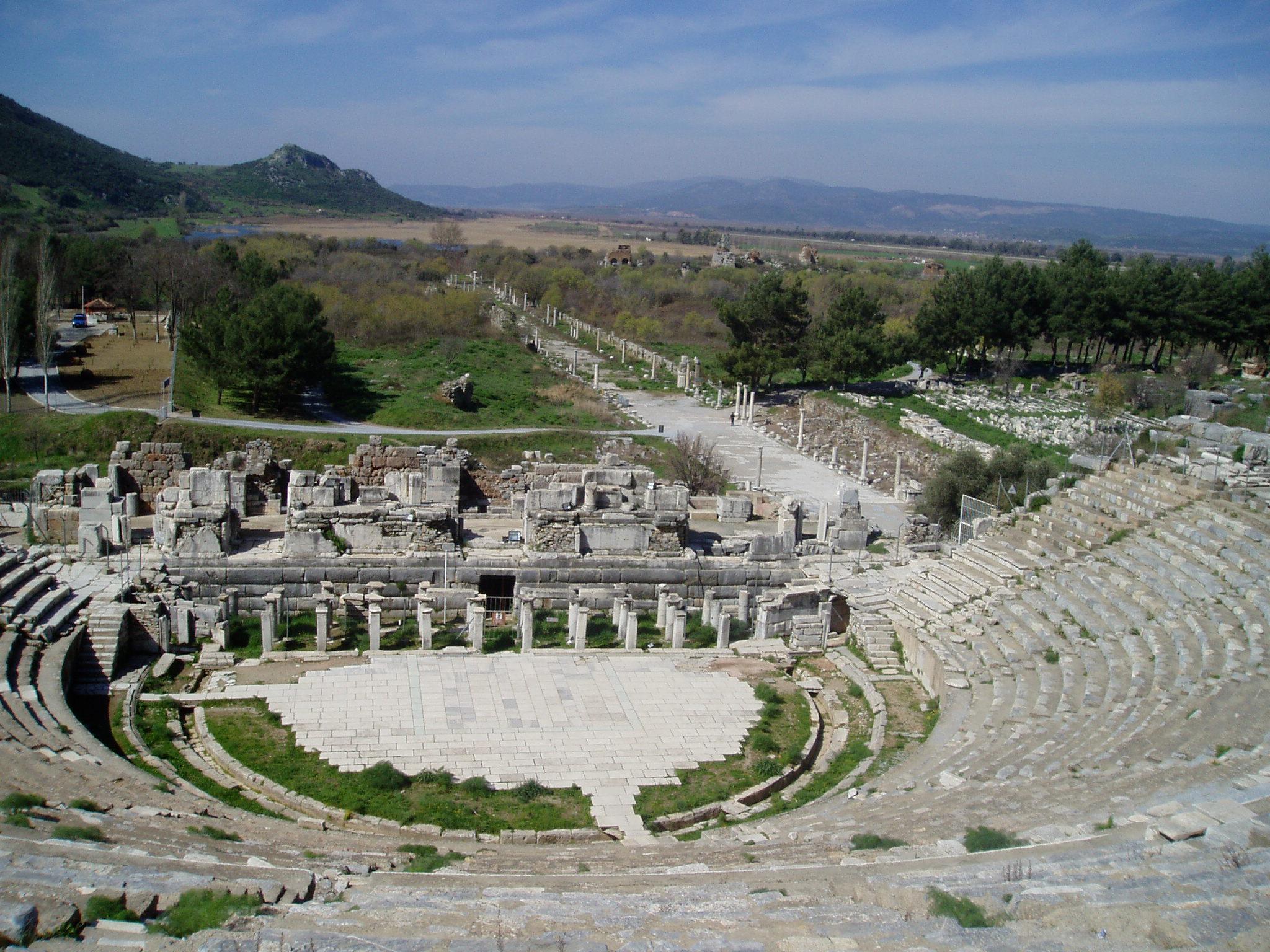
ローマ時代の劇場跡

エフェソスはヘレニズム都市として栄えたが、紀元前2世紀に共和政ローマの支配下に入り、小アジアの西半分を占めるアシア属州の首府とされた。共和政ローマ最末期に第二回三頭政治の一頭として権力を握ったマルクス・アントニウスがプトレマイオス朝エジプトの女王クレオパトラ7世と共に滞在した地で、かつクレオパトラとの内戦で敗北して捕虜となったアルシノエ4世が送られ、そしてアントニウスら2人の意向により殺害された地としても知られている。その後、古代ローマ帝国の東地中海交易の中心となった。現在残るアルテミス神殿の遺構はローマ時代に建てられたもので、巨大な図書館と劇場を備えていた。劇場は当時最大のもので、5万人が収容された。エフェソスの繁栄は港湾によるところが大きかったが、土砂の沈降により2世紀頃から港湾の規模は縮小されていった。これは、エフェソスの側にある2つの山から流れ込む土砂の堆積によるものであった。
エフェソスには比較的早くキリスト教が入り、新約聖書にはエフェソスの教会にあてた書簡、エフェソの信徒への手紙がある（パウロに帰せられるが、真筆書簡かどうかには疑いがある）。また伝承では、使徒ヨハネはパトモス島の流刑から解放された後、エフェソスの教会の主教（司教）を務める傍ら、ヨハネによる福音書を書いたと伝えられる（ただしこの伝承の史実性は疑問視されている）。
イエスの母マリアも使徒ヨハネとともにエフェソスで余生を送ったと伝えられる。またアンティオキアのイグナティオスにも、エフェソス教会に宛てた書簡が残っている。
4世紀以降キリスト教が公認されると、エフェソスはたびたび教会会議や公会議の舞台となった。その中でも重要なものは、東ローマ（ビザンティン）皇帝テオドシウス2世の勅令下で開催され、ネストリオス派に異端が宣告された431年のエフェソス公会議と、単性説（あるいは合性論）と両性説の論戦が行われて前者が正統とされた449年のエフェソス強盗会議である。この決定は後のカルケドン公会議で覆された。

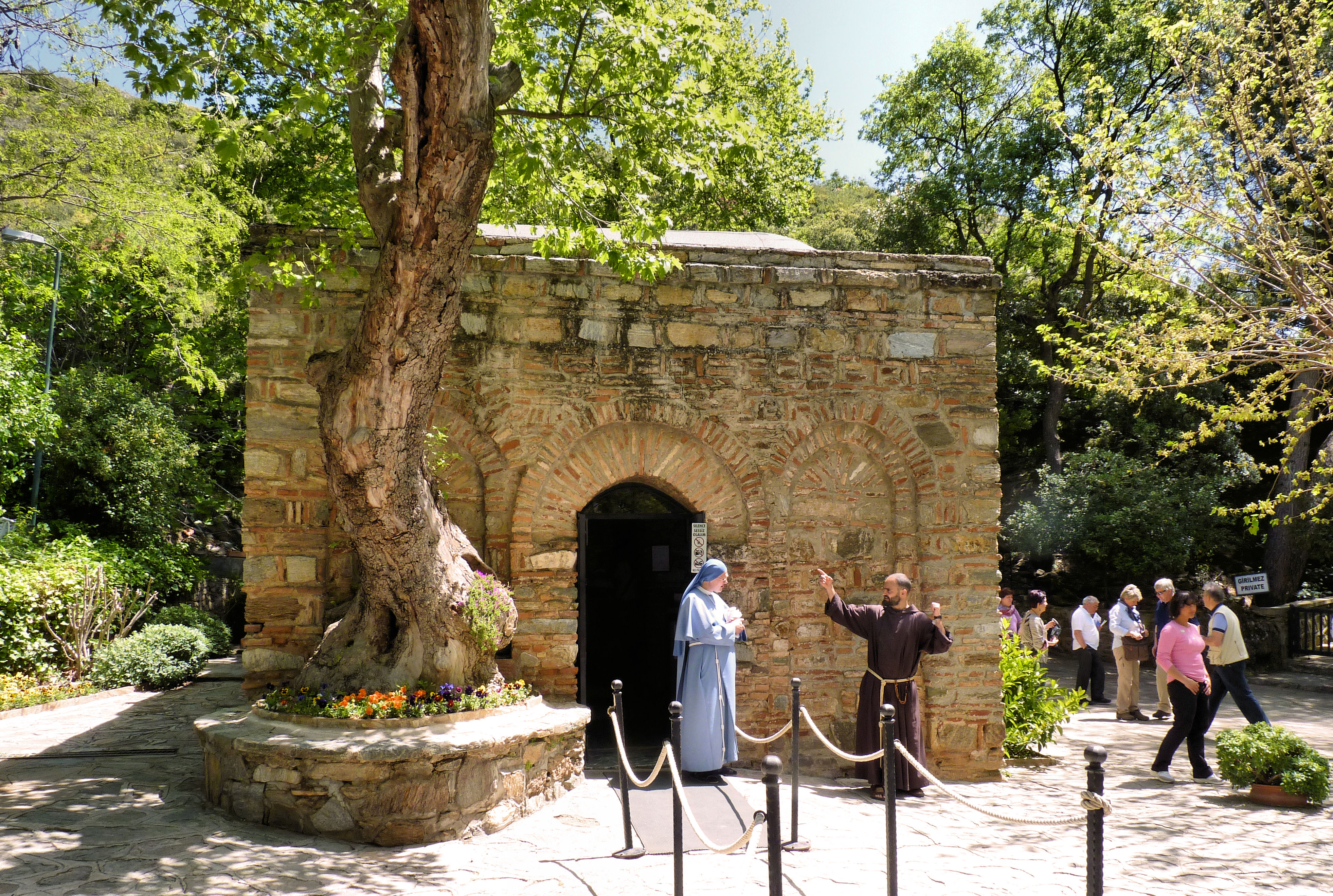
聖母マリアが余生を送ったと言われる建物『聖母マリアの家』

東ローマ帝国の下でも、エフェソスは引き続きアシア属州の首都として繁栄した。政治と経済の中心であり、また府主教座が置かれる教会行政の中心でもあった。多神教が禁止された後、一部アルテミス神殿や劇場は街の建築資材を得る場所とされ、石材が搬出されるとともに、一部は住宅地に侵食されていった。エフェソスの神殿の石材の一部はコンスタンティノポリスの建築資材としても使われた。7世紀に入ると、ペルシアやアラブの勢力拡大を受け、7世紀半ばに城壁が設けられた。この頃になると、港の沈降が進み、近郊の港が外港として使われるようになった。また帝国の官僚や教会は、古来の都市からアヤソルクの丘に中心を移した。その結果、市域は分散し、また拡大した。その後も経済活動は活発に行われたが、8世紀に至りアラブ人の攻撃をたびたび受けたことから、東ローマ帝国はエフェソスを放棄した。港が完全に埋まったのはその後のことである。
現在のエフェソスは、トルコの小村アヤソルクの一部である。世界最大級の大規模な古代都市遺跡の他に、アルテミス神殿の遺跡、イエスの母マリアが晩年を過ごしたといわれる地に建てられた礼拝堂『聖母マリアの家』、聖ヨハネ教会、考古学博物館などがあり、トルコの重要な観光地の1つになっている。2015年に世界遺産に登録されている。『聖母マリアの家』には、バチカンからの代表者が毎年参拝するほか、歴代のローマ教皇も訪問している（1967年パウロ6世、1979年ヨハネ・パウロ2世、2006年ベネディクト16世）。

## 世界遺産

### 登録基準
この世界遺産は世界遺産登録基準のうち、以下の条件を満たし、登録された（以下の基準は世界遺産センター公表の登録基準からの翻訳、引用である）。
- (3) 現存するまたは消滅した文化的伝統または文明の、唯一のまたは少なくとも稀な証拠。
- (4) 人類の歴史上重要な時代を例証する建築様式、建築物群、技術の集積または景観の優れた例。
- (6) 顕著で普遍的な意義を有する出来事、現存する伝統、思想、信仰または芸術的、文学的作品と直接にまたは明白に関連するもの（この基準は他の基準と組み合わせて用いるのが望ましいと世界遺産委員会は考えている）。